# Trichosia basdeni
Trichosia basdeni är en tvåvingeart som beskrevs av Freeman 1983. Trichosia basdeni ingår i släktet Trichosia och familjen sorgmyggor. Arten är reproducerande i Sverige. Inga underarter finns listade i Catalogue of Life.